# 拉卡巴纳斯
拉卡巴纳斯（法語：La Cabanasse，法語發音：[la kabanas] ⓘ）是法国东比利牛斯省的一个市镇，属于普拉德区。

## 地理
拉卡巴纳斯（42°30'4"N, 2°6'54"E）面积3.26 平方千米，位于法国奧克西塔尼大區东比利牛斯省，该省份为法国大陆部分最南部的省份，涵盖了北加泰罗尼亚，北起奥德省，西接阿列日省和安道尔，南与西班牙接壤，东临地中海。
与拉卡巴纳斯接壤的市镇（或旧市镇、城区）包括：拉亚戈讷、蒙路易、索托、圣皮耶尔代尔福尔卡特、埃讷、博尔凯尔。

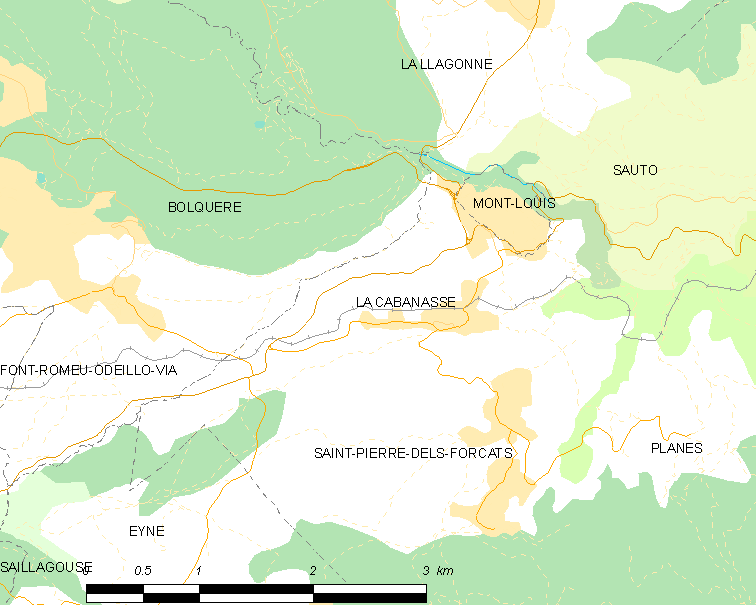
拉卡巴纳斯的OSM定位图

拉卡巴纳斯的时区为UTC+01:00、UTC+02:00（夏令时）。

## 行政
拉卡巴纳斯的邮政编码为66210，INSEE市镇编码为66027。

## 政治
拉卡巴纳斯所属的省级选区为加泰罗尼亚比利牛斯县。

## 人口

1962-2008年间拉卡巴纳斯人口变化图示

拉卡巴纳斯于2022年1月1日时的人口数量为700人。